# Kostel svatého Jáchyma a svaté Anny (Jáchymov)
Kostel svatého Jáchyma je děkanský římskokatolický kostel karlovarského vikariátu v Jáchymově. Věž původně dosahovala výšky 45 metrů, po přestavbě roku 1875 je to 56 metrů. Je chráněn jako kulturní památka.

## Historie
Jedná se o první luteránský kostel v českých zemích. Pozdně gotická stavba zasvěcená patronům města byla realizována v letech 1534–1540 stavitelem Hanušem Koppem za účasti políra Wolfa Müllera z Ostrova a kameníka Jörga z Bamberka. Na svatou Kateřinu dne 25. listopadu 1537 sloužil v tehdy stále ještě nedokončeném kostele protestantský kazatel Johannes Mathesius první bohoslužbu. Hrubá stavba kostela zatím neměla vyneseny štítové zdi a rovněž nebyla dokončena věž. Strop nebyl dosud podbitý a střecha byla provizorně pobita šindelem a ve zdech scházely okenní výplně. Teprve během následujících tří let byla stavba do roku 1540 dokončena pod vedením šlikovského stavitele Johanna Münnicha, celkové náklady se dostaly na 14 824 zlatých. V roce 1539 byla pokryta břidlicí střecha kostela.
Po bitvě na Bílé hoře byl kostel uzavřen a v roce 1624 vysvěcen na katolický chrám. Kostel byl několikrát přestavován, barokně v letech 1764–1785.
Roku 1873 došlo ke katastrofálnímu požáru Jáchymova. Po požáru města byl kostel přestavěn do pseudogotického stylu. Stavby se ujal tesařský mistr J. J. Richter z Johanngeorgenstadtu za 88 000 zlatých. Plány k této přestavbě vypracoval Josef Mocker, který zásadně změnil vzhled celé stavby. Rekonstrukce začala 14. dubna 1874 a trvala rok. Z původní stavby se zachovaly obvodové zdi, vstupní portály a kamenné ostění vstupu do sakristie, na kterém se dochoval i erb zakladatelů města Šliků. Zajímavý je Hornický portál na západní straně směrem k dolu Svornost. Podle dobových rytin byl vždy pod úrovní silnice a na jeho ostění můžeme rozpoznat věkem částečně setřelý portrét zakladatele města Štěpána Šlika. Autorem je kamenický mistr Jörg z Bamberka. Během požáru bylo zničeno i vnitřní vybavení kostela. Zachovala se pouze renesanční křtitelnice z dílny jáchymovského zvonaře Hanse Wildta vyrobená v roce 1575 a zábradlí kolem křtitelnice. Zmizel tak například trojdílný oltář od Lucase Cranacha z roku 1545 s výjevem Poslední večeře Páně a další cennosti. Padající konstrukce střechy roztříštila i desku z bílého mramoru kryjící vstup do šlikovské hrobky. Při požáru shořely i varhany z počátku 19. století, nové postavila roku 1875 firma G. F.  Steinmeyer z bavorského Oettingenu, mají 25 rejstříků a roku 1908 byly přestavěny z manuálních na pneumatické.
Kardinál František Tomášek udělil kostelu 8. listopadu 1987 statut poutního místa při tradičních Mariánských poutích. Ty původně směřovaly do zaniklého kláštera kapucínů na Mariánské. V letech 1981–1992 proběhla rekonstrukce chrámu a ten byl znovu vysvěcen pražským světícím biskupem Františkem Lobkowiczem.

## Stavební podoba

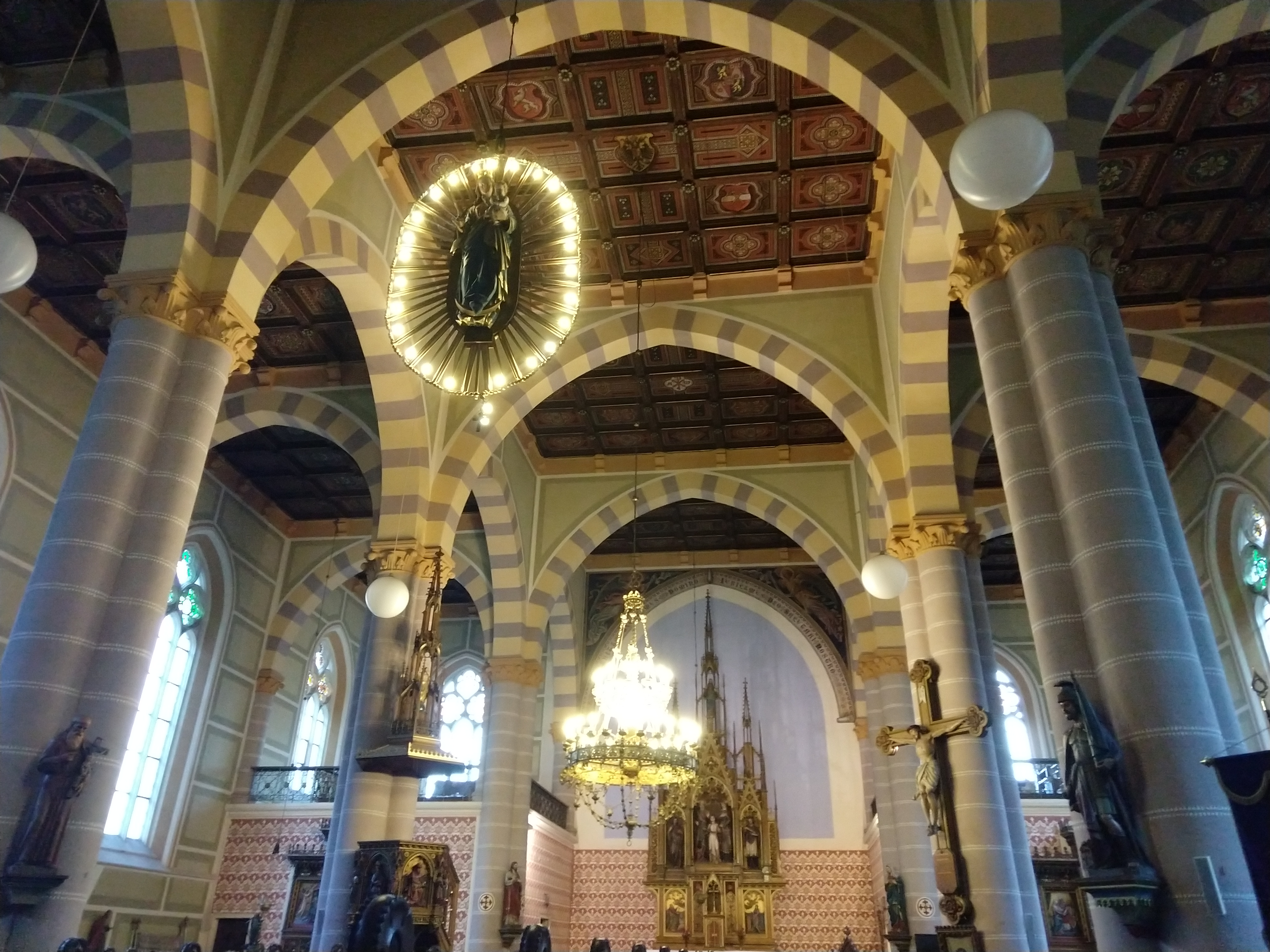
Interiér kostela

Třílodní kostel není orientovaný a jeho podélná osa probíhá ve směru severozápad-jihozápad s presbytářem na jihovýchodní straně. Loď s presbytářem tvoří při pohledu zvenku jeden celek obdélného půdorysu. Interiér je rozdělený arkádami na trojlodí. Hlavní loď je o něco širší a vyšší než lodi boční. Západní pole všech lodí zaujímá kruchta. Podkruchtí je rozděleno podle šířek lodí na tři prostory. V jižním dílu podkruchtí je vydělena příčnou stěnou ještě menší místnost. Na kruchtu se lze dostat po schodišti umístěném v severním dílu podkruchtí nebo zvenku po schodišti. Presbytář je stejně široký jako hlavní loď a zaujímá východní pole z celkového půdorysu. Ve vztahu k vnitřku je v podstatě plynulým pokračováním hlavní lodi. Po jižní straně presbytáře je vydělena plnými zdmi čtvercová sakristie. Nad ní je v patře oratoř řešená jako terasa. Schodiště na oratoř je vyděleno při jižní stěně a přístupné je zvenku. Na severní straně presbytáře je dispozičně stejná kaple. Nad ní se nachází opět oratoř. Schodiště k oratoři přiléhá k severní stěně a je přístupné z boční lodi. Před středem východní stěny presbytáře je věž. Ve výškovém rozsahu lodi má vně i uvnitř kruhový půdorys. Výše je vnější obvod změněný na pravidelný osmiúhelník. V interiéru jsou osmihranné jen dvě poslední podlaží. Na jižní a severní straně je u věže opěrný pilíř. Západní stěnu věže dělí od stěny presbytáře zhruba metrová mezera. Prostor mezi věží a presbytářem je přístupný z interiéru presbytáře. V předposledním šestém patře je zvonová stolice. Společná sedlová střecha s hřebenem je ve stejné úrovni po celé délce. Krytina je z pásů měděného plechu. Podélné stěny zakončuje zděná římsa. Omítky fasád jsou štukové. Výškové úrovně říms jsou různé. Římsy jsou provedeny asi z pískovce a obílené. Vyšší pultové stříšky jsou chráněné plechem a podložené jednoduchou římskou. V patách štítu jsou vodorovné náběhy. V čelech náběhů se nachází v omítce vpadlé trojlístky. Ve vrcholu štítu je kamenný kříž na čtyřhranném podstavci. Ve středním poli štítu a při patě je iluzivní trojdílné okno s hrotitými záklenky. Po obvodě je šambrána s uchy. V každém poli štítu je ještě štuková rozeta. Obvod štítu provází z obou stran jednoduše profilovaný pás. Ve střední části plochy obou cípů je vpadlý čtyřlístek. Ve výškovém rozsahu štítu lodi jsou dozdívky, které jsou v půdorysu přímé. Nahoře jsou ukončené stupňovitým štítkem. Jednotlivá pole štítku jsou krytá sedlovými oplechovanými stříškami. Redukované ostění je omítnuté. Ve střední partii severní stěny je široký půlkruhově ukončený portál. Portál rámuje obdélná edikula, zakončená nízkým trojúhelným tympanonem. V ploše tympanonu je kruhový terč s bustou a rozvilinami po stranách. V patách a vrcholu tympanonu jsou okřídlené andílčí hlavičky. V pásu mezi etážovými římsami edikuly je vyrytý latinský nápis s letopočtem 1526. Dřevěné dvoukřídlové dveře jsou rámové konstrukce. V jižní stěně v úrovni patra je šest širokých i vysokých oken s hrotitým záklenkem. Schodiště k severní oratoři je přisvětleno od severu dvěma na výšku obdélnými okny s hrotitým záklenkem. Mírně rozevřené jsou boky špalet, které jsou omítnuté. Dřevěný rám je s vodorovně děleným křídlem. Výplň je z obdélníků do olova. Rám je patrně z 2. poloviny 19. století a zasklení je mladší. Věž je zastřešena vysokým osmibokým jehlancem. Krytina je z měděného plechu. Korunní římsa je zděná s maltovým fabionem v patě. Z lodi na fasády přechází korunní římsa, jejíž profilace je zachovaná. Pod korunní římsou jsou v omítce drobné vpadlé čtyřlisty.

### Interiér
Původní velký zvon nechali Šlikové přivézt v roce 1542 z Burcksteinu. Spolu s ostatními zvony byl zničen při požáru roku 1873. Po obnově kostela byly zavěšeny zvony nové, ale ty byly zrekvírovány za první světové války. Tři zvony z dílny Heroldů z Chomutova byly zakoupeny a instalovány v roce 1922. Tyto zvony byly zabaveny v roce 1941 a v roce 1942 převezeny do Königsbergu ve Východním Prusku. Odtud byly odvezeny lodí, která ale byla potopena sovětskou ponorkou v Baltském moři. Ve věži zůstal zavěšený pouze umíráček a litinový zvon z počátku 20. století. V roce 1992 František Krásenský zakoupil z výtěžku sbírky, kterou uspořádali stát, církev, město Jáchymov, místní občané i původní obyvatelé, nové zvony z dílny Marie Tomáškové-Dytrchové z Brodku u Přerova. Jejich vysvěcení a vyzdvihnutí proběhlo 18. října 1992.

#### Kostel a jeho vybavení před požárem
V roce 1545 věnovali hrabata Šlikové kostelu deskový obraz od Lucase Cranacha, měšťan a nákladní dolů Ondřej Selttenreich věnoval Boží hrob v roce 1559 a patricij Nickel Militz o rok později zakoupil pro kostel sochu Nanebevstoupení Páně. V roce 1564 bylo do kostela nainstalováno deset dekorativních dřevěných sloupů. Jednalo se o šestiboké sloupy od podlahy ke stropu, které byly vyřezány z jednoho kusu dřeva. V období baroka byly ozdobeny malbou a zlacením. V období let 1764 až 1785 byl kostel upravován v pozdně barokním slohu. V roce 1764 byly postaveny nové boční oltáře a v roce 1768 bylo zřízeno kněžiště, které bylo od lodi odděleno novým zábradlím. Nové lavice vyřezal sochař Matyáš Schmiedhuber, stejně jako zpovědnici. Téhož roku byly barokně upraveny i oltáře svaté Trojice a svaté Anny. Křížová cesta z roku 1773 pochází od malíře Eliáše Dollhopfa. V roce 1785 byl dokončen nový mramorový hlavní oltář. Jeho výroba trvala několik let a pracovala na něm řada vynikajících mistrů své doby – kameník Matyáš Millauer z Prahy, zednický mistr Christianelli, pozlacovač Tadeáš Beck z Jáchymova a sochař Matyáš Schmiedhuber. Hlavní oltářní obraz vymaloval Josef Kramolín z Prahy, který tehdy pobýval v Karlových Varech. Původní deskový oltář od Lucase Cranacha byl provizorně přemístěn za postranní oltář. Často se jednalo o umělecká díla vysoké hodnoty. Například na oltáři Božího hrobu byla postava Krista v životní velikosti ze stříbra s hrobem sestavených z valounů stříbrné rudy. Rovněž kazatelna, kterou nesl horník v životní velikosti, byla vytepaná z ryzího stříbra. Při požáru v roce 1873 bylo zničeno veškeré vnitřní vybavení. Jen zázrakem byla zachráněna cínová miska s věncem křtitelnice, deska Lucase Cranacha se svatým Kryštofem.

#### Varhany
V době barokních úprav kostela požádala městská rada v roce 1799 o povolení stavby nových varhan za 456 zlatých. Tyto varhany byly s mechanickou trakturou a zásuvkovou vzdušnicí. Nicméně už v roce 1842 vypracoval návrh na jejich opravu varhanář Josef Gartner z Prahy. Samotná realizace byla zadána Josefu Müllerovi z Chebu. Tyto varhany byly zničeny při požáru, takže v rámci obnovy byly zakoupeny varhany nové. Varhany v roce 1875 vyrobila firma Steinmayer z Oettingenu. Následně jej zkolaudoval profesor pražské konservatoře Josef Förster. Původně šlo o mechanický stroj se dvěma manuály, 26 rejstříky a kuželovitými vzdušnicemi. V roce 1908 je varhanář Christoph Müller z Pomezí přestavěl na pneumatické, přičemž byl počet rejstříků snížen na 25.

#### Milostná socha Panny Marie
Nejhodnotnější současným dílem je soška Milostného zobrazení Panny Marie. Ta dříve stála v kapucínském hospici na Mariánské. Soška je polychromovaná, s korunkami vytepanými z pozlaceného plechu. První pouť putovala s arcibiskupským svolením na svátek Navštívení Panny Marie 2. 7. 1694. Při příležitosti svatořečení svatého Barnarda byly v roce 1796 k sošce přidáni dva klečící horníci. Sošku milostné Panny Marie věnovala do původní kaple na Mariánské Lucie Mádrová, měšťanka z Jáchymova. Získala ji jako dědictví po městském soudci Davidu Weidnerovi, který zemřel v roce 1682. V září roku 1949 došlo k uzavření kláštera na Mariánské. Těsně před uzavřením kláštera převezli páter Optat, kaplan Smejkal a pan Frank milostnou sošku Panny Marie do kostela v Novém Zvolání. Toto místo zvolili, protože se jim Jáchymov nezdál bezpečný a navíc kněz v Jáchymově neprojevil o umístění sošky zájem. Následně byli Optat a Smejkal zatčeni Státní bezpečností za údajné přechovávání zbraní. Dne 12. 6. 1952 byla soška předána do děkanského kostela sv. Jáchyma v Jáchymově. Toto přemístění ale vyvolalo značný odpor ve Vejprtech. Spor proto řešila Kapitulní konzistoř v Praze. Ta rozhodla, že soška bude střídavě měsíc v Jáchymově a měsíc v Novém Zvolání. S tím ale ani jedna strana nesouhlasila a proto konzistoř rozhodla 8. 6. 1954, že soška musí být navrácena do Nového Zvolání. Jáchymovské orgány proti tomuto rozhodnutí sepsali memorandum doplněné podpisy věřících, které 12. 6. 1954 odeslali konzistoři. Argumentovali hlavně tím, že soška byla věnována jáchymovskou měšťankou do kostela na Mariánské. Neexistuje žádný správní ani historický nárok na straně Nového Zvolání. Na základě toho Pražská konzistoř dne 31. 7. 1954 definitivně rozhodla o setrvání sošky v Jáchymově.